# 夏錕
夏錕（1803年7月23日—？年），原名才愷，字際虞，號鳳嶺，一號賓門，又號劍溪，行一，四川順慶府鄰水縣九龍鄉人，道光八年（1828年）戊子科四川鄉試舉人，乙未大挑二等。道光十九年九月（1839年）選任羅江縣訓導，咸豐八年，籤掣福建邵武府邵武縣知縣，主講鄰山書院